# Adocus
Adocus — викопний рід черепах родини Adocidae підряду прихованошийні черепахи. Існував з ранньої крейди до палеоцену в Північній Америці, але в Азії вони проіснували до олігоцену.

## Опис
Види роду Adocus мали сплощені і гладко контурні панцири з роговими пластинами. Панцир сягав до 80 см завдовжки. Ці були великі прісноводні черепахи. Вони були всеїдними.

## Види
- Adocus agilis
- Adocus aksary
- Adocus beatus, type species (synonyms: A. punctatus, A. lacer)
- Adocus bossi
- Adocus bostobensis
- Adocus dzhurtasensis
- Adocus firmus
- Adocus foveatus
- Adocus hesperius
- Adocus kirtlandius
- Adocus kizylkumensis
- Adocus kohaku[1]
- Adocus lineolatus
- Adocus onerosus
- Adocus orientalis
- Adocus pravus
- Adocus sengokuensis
- Adocus syntheticus